# José Pradas Gallén
José Pradas Gallén (Villahermosa del Río, 21 de agosto de 1689 - 11 de agosto de 1757) fue un compositor español, uno de los más relevantes del barroco musical español del siglo XVIII.

## Biografía
José Pradas Gallén nació el 21 de agosto de 1689 en Villahermosa de Río (Castellón), en el seno de una familia humilde. En 1700 entra, como infantillo, en la Catedral Metropolitana de Valencia. En 1707 cesa como infantillo y sigue como acólito, en 1712 empezará su carrera profesional opositando a la plaza de maestro de capilla y organista en la capilla de San Jaime de Algemesí. En 1717 obtuvo el mismo cargo en la parroquia de Santa María de Castellón que desempeñó hasta el 2 de marzo de 1728 en fue nombrado maestro de capilla de la Catedral Metropolitana de Valencia, cargo que desempeñó durante 29 años hasta su jubilación el 22 de febrero de 1757.
José Pradas Gallén es uno de los compositores más relevantes del barroco musical español del siglo XVIII y ha sobrevivido al transcurrir de los siglos más de 400 obras, conservadas en la Catedral Metropolitana de Valencia, el Real Colegio del Corpus Christi (Valencia), la Catedral de Castellón, la Biblioteca Nacional de Madrid o la biblioteca del Monasterio de El Escorial entre otros sitios.
Las aportaciones de Pradas a la música de siglo XVIII afectaron directamente al desarrollo del villancico del barroco. En este género considerado hispánico por excelencia, es donde filtrará los nuevos elementos compositivos, aunque también aplicará la moda italiana en sus composiciones latinas. En este sentido, en la producción de Pradas encontramos que, por una parte, aparecen nuevos instrumentos (primero violines y posteriormente trompas, oboes, flautas) así como un mayor protagonismo de los mismos y por otro lado, en cuanto a la misma estructura se refiere, este maestro supo añadir a los elementos más tradicionales del estribillo y las coplas, las novedades importadas de la cantata italiana (como el recitativo y el aria) e, incluso, otras secciones con aires de danza (como el minué), de manera que sus “villancicos-cantata” representan la evolución de este género durante el siglo XVIII.

## Media
- Ópera al patriarca Sn. Joseph. José Pradas Gallén – Francisco Morera: Maestros de la Concatedral de Castellón (1689-1793). EGT 961 (2004). Capella Saetabis.
- Criaturas de Dios. Espais de Llum Musical, 1 CD. (2008).
- El Gran Padre de Familias. Espais de Llum Musical, 1 CD. (2008).
- Galán Embozado. Espais de Llum Musical, 1 CD. (2008).

## Cronología
- 1689	Nace el 21 de agosto en Villahermosa del Río
- 1700	Ingresa, en calidad de infantillo, en la Catedral Metropolitana de Valencia.
- 1707	El 22 de marzo es nombrado acólito de la catedral.
- 1712	Obtiene, por oposición, la plaza de maestro de capilla y organista en la parroquia de San Jaime de Algemesí. Probablemente se ordena sacerdote estos años.
- 1716	Compone una Pasión según San Juan y otra según San Mateo.
- 1717	Maestro de capilla de Santa María de Castellón
- 1718	Compone la ópera al Patriarca San José “Cortó la noche” y una obra dedicada a San Roque “Atención a la gloria”.
- 1722	Consagración de la iglesia del Real Convento de monjas Capuchinas de Castellón. Escribe los villancicos “Arda en gozos el valle”, “Hoy las hijas de Francisco” y “Al templo inmortal del sol de justicia” para solemnizar este acto.
- 1724	Compone el villancico “Trono sagrado de luces” para la Traslación de la Cinta en Tortosa y la cantata “Ah del célebre confín”.
- 1727	Compone un miserere, un villancico a san Cristóbal y dos villancicos al Santísimo Sacramento para la capilla de Santa María.
- 1728	Maestro de capilla de la Catedral Metropolitana de Valencia.
- 1732	Estrena su oratorio “Desengaño de la mundana felicidad y conversión de un pecador simbolizado en la parábola del hijo pródigo”.
- 1733	Compone la Misa “Iste Confessor”
- 1736	Compone la Misa “Ut, re, mi, fa, sol, la”
- 1738	Con motivo de las fiestas del quinto centenario de la conquista de Valencia estrena los motetes “Christianis pro fide” y “Ferte palmas”.
- 1742	Compone “El santo anciano” dedicado a san Onofre y un “Magnificat”.
- 1744	Compone su única “Misa en réquiem”.
- 1752	Compone el villancico “Rompiendo la vaga esfera” en honor de la virgen de l'Avellà de Catí.
- 1757	Solicita la jubilación y el cabildo accede el 22 de febrero. Se retira a su ciudad natal, Villahermosa del Río, instalándose en la ermita de San Bartolomé, donde fallece el 11 de agosto, siendo enterrado en la propia ermita.